# Studio Uno
Studio Uno — восьмой студийный альбом итальянской певицы Мины, выпущенный в 1965 году на лейбле Ri-Fi.

## Об альбоме
На альбоме представлены песни, которые Мина исполняла в третьем сезоне популярного шоу «Studio Uno» (итал. Студия один). Некоторые песни к моменту релиза пластинки уже были выпущены, но сам альбом был выпущен в уже марте 1965 года в самый разгар трансляции телешоу.
Благодаря таким супер-хитам как «Città vuota», «È l’uomo per me», «Un anno d’amore», «Un buco nella sabbia», «Io sono quel che sono» e «L’ultima occasione», пластинка смогла завоевать популярность слушателей, став самым продаваемым альбомом в 1965 году. Альбом также был издан в Латинской Америке (под названием Mina En Caracas) и Японии.

## Список композиций
| №  | Название                                | Автор(ы)                                                     | Длительность |
| -- | --------------------------------------- | ------------------------------------------------------------ | ------------ |
| 1. | «L’ultima occasione»                    | Тони Дель Монако, Climax                                     | 2:43         |
| 2. | «Un anno d’amore (C’est irreparable)»   | Могол, Альберто Теста, Нино Феррер                           | 3:10         |
| 3. | «Se piangi, se ridi»                    | Могол, Бобби Соло, Джанни Марчетти                           | 2:38         |
| 4. | «Più di te (I Won't Tell)»              | Антониетта Де Симоне, Боб Гаудио, Боб Крю                    | 2:47         |
| 5. | «È l'uomo per me (He Walks Like a Man)» | Гаспаре Габриэле Аббате, Вито Паллавичини, Дайан Хильдебранд | 2:20         |
| 6. | «Un buco nella sabbia»                  | Альберто Теста, Пьеро Соффичи                                | 2:18         |

| №                   | Название                           | Автор(ы)                                         | Длительность |
| ------------------- | ---------------------------------- | ------------------------------------------------ | ------------ |
| 1.                  | «So che mi vuoi (It’s for You)»    | Альберто Теста, Джон Леннон, Пол Маккартни       | 2:08         |
| 2.                  | «E… (E adesso sono tua)»           | Альберто Теста, Hammers                          | 3:00         |
| 3.                  | «Tu farai»                         | Альберто Теста, Аугусто Мартелли, Бруно Мартелли | 2:25         |
| 4.                  | «Era vivere»                       | Альберто Теста, Аугусто Мартелли, Бруно Мартелли | 2:23         |
| 5.                  | «Città vuota (It’s a Lonely Town)» | Джузеппе Кассия, Док Помус, Морт Шуман           | 2:40         |
| 6.                  | «Io sono quel che sono»            | Могол, Энрико Полито                             | 2:13         |
| Общая длительность: | Общая длительность:                | Общая длительность:                              | 30:45        |

## Чарты
| Чарт (1965)              | Высшая позиция |
| ------------------------ | -------------- |
| Италия (Musica e dischi) | 1              |

| Чарт (1965)              | Позиция |
| ------------------------ | ------- |
| Италия (Musica e dischi) | 1       |